# Artibeus
Artibeus är ett släkte av fladdermöss som ingår i familjen bladnäsor.

## Utseende
Dessa fladdermöss når en kroppslängd (huvud och bål) av 70 till 103 mm och en vikt mellan 25 och 86 gram. Svanskotor finns bara rudimentärt och utanför pälsen är ingen svans synlig. Pälsen på ryggen varierar mellan gråaktig, brunaktig och svart och ofta förekommer en silverskugga. På buken är pälsen ljusare och flera arter har vita strimmor i ansiktet. Arterna har spetsigare öron än andra bladnäsor och släktet avviker dessutom i detaljer av skallens och tändernas konstruktion. Beroende på art finns 28 till 32 tänder. Det är bara antalet molarer som varierar.

## Utbredning och habitat
Släktets arter förekommer i Amerika från södra USA (Florida) till norra Argentina. De finns även på flera västindiska öar. Några arter föredrar torra habitat och andra fuktiga områden.

## Ekologi
Även valet av viloplatsen varierar. Ibland används grottor eller håligheter i träd. Några arter vilar främst i byggnader och andra bygger ett slags tält av stora palmblad. Vanligen flyger de några kilometer mellan viloplatsen och området där de letar efter föda. Dessa fladdermöss äter främst frukter som kompletteras med nektar, pollen, blommor, blad och insekter.
Hos den mera kända arten Artibeus jamaicensis har en flock cirka 200 medlemmar. Det finns även arter som Artibeus lituratus där individerna vilar i mindre grupper eller ensam. En kull har oftast två ungar.

## Systematik
Släktet delas enligt Wilson & Reeder (2005) i tre undersläkten.
- Undersläkte Artibeus
  - Artibeus amplus
  - Artibeus concolor
  - Artibeus fimbriatus
  - Artibeus fraterculus
  - Artibeus hirsutus
  - Artibeus inopinatus
  - Artibeus jamaicensis
  - Artibeus lituratus
  - Artibeus obscurus
  - Artibeus planirostris
- Undersläkte Dermanura
  - Artibeus anderseni
  - Artibeus aztecus
  - Artibeus bogotensis
  - Artibeus cinereus
  - Artibeus glaucus
  - Artibeus gnomus
  - Artibeus phaeotis
  - Artibeus rosenbergi
  - Artibeus toltecus
  - Artibeus watsoni
- Undersläkte Koopmania
  - Artibeus concolor

Ibland godkänns Dermanura och Koopmania som självständiga släkten.
Enchisthenes hartii ingick tidigare i Artibeus men den bildar sedan början av 2000-talet ett eget släkte.

## Status
De flesta arterna är inte hotade i beståndet och de listas av IUCN som livskraftig (LC). Artibeus incomitatus som lever på en liten ö tillhörande Panama listas som akut hotad (CR) och Artibeus inopinatus samt Artibeus rosenbergii listas med kunskapsbrist (DD).